# Dorthe Laustsen
Dorthe Laustsen (født 25. april 1945) er en dansk politiker, der siden april 2006 har været rådmand for Magistratsafdelingen for Sundhed og Omsorg samt viceborgmester i Aarhus Kommune, valgt for Socialistisk Folkeparti (SF).
Dorthe Laustsen er udddannet pædagog, konsulent fra Danmarks Lærerhøjskole samt bachelor i pædagogik. Hun har arbejdet som daginstitutionsleder og som konsulent i Aarhus Kommunes børn- og ungeforvaltning. 
Siden 1976 har hun været medlem af SF, og hun har været byrådsmedlem for partiet i to perioder, først fra 1978 til 1986 og senest fra 1994. Hun blev udnævnt til rådmand efter partifællen Niels Erik Eskildsens pludselige død.